# Arktikugol
Arktikugol (en ruso: Арктикуголь, lit. 'Carbón ártico') es una empresa estatal rusa de minería del carbón que opera en la isla de Spitsbergen en Svalbard, Noruega. Actualmente realiza minería limitada en Barentsburg. Ha llevado a cabo operaciones mineras en las ciudades de Pyramiden y Grumant, que aún posee, y una vez operó un puerto en Colesbukta. La empresa tiene su sede en Moscú y es la agencia oficial a través de la cual Rusia, y anteriormente la Unión Soviética, ejercía su política de Svalbard.
La empresa se fundó el 7 de octubre de 1931 para hacerse responsable de los intereses mineros soviéticos en Svalbard. En ese momento se compraron Grumant, Pyramiden y Barentsburg (este último a los Países Bajos). La compañía mantuvo su operación allí y en Grumant hasta 1941, cuando todos sus empleados fueron evacuados al continente como resultado de la Segunda Guerra Mundial. La minería se reanudó en 1947 e iniciaron operaciones en Pyramiden en 1955. La disminución de los depósitos de carbón resultó en el cierre de Grumant en 1961.
En la década de 1960 hasta la de 1980, Arktikugol llevó a cabo una serie de intentos de extracción de petróleo en el archipiélago de Svlabard, pero nunca se lograron encontrar reservas rentables. En la década de 1990, la empresa perdió muchos de sus subsidios estatales, además de un decrecimiento en su producción, lo que provocó el cierre de Pyramiden en 1998. La empresa ha intentado diversificarse sin éxito.

## Historia

### Primeras expediciones rusas en Svalbard
La primera brigada rusa que exploró Svalbard en busca de carbón fue realizada por Vladimir Alexandrovitch Rusánov en 1912. La brigada se encargó de explorar las áreas alrededor de Bellsund y van Mijenfjorden.  Más tarde se ocupó del norte, cerca a Isfjorden y visitó Grønfjorden y Adventfjorden, y ocupó un reclamo en Colesbukta el 7 de agosto.  El 16 de marzo de 1913, los financiadores de la expedición establecieron la empresa Handelshuset Grumant-AG Agafeloff & Co. para explotar la mina. En ese verano se enviaron 25 hombres para que iniciasen la extracción de carbón. En 1920, se fundó The Anglo Russian Grumant Company Ltd. para comprar las operaciones en Grumant, el pueblo minero que creció en Colesbukta.  En ese momento, un desafío para los intereses soviéticos era que la URSS aún no era parte del Tratado de Svalbard. 
En 1925, Arktikugol vendió sus derechos sobre Kvalvågen y Agarddhbukta a la empresa Severoles, que creó la compañía con sede en Moscú Russki Grumant Ltd.  Se emitieron reclamaciones al Comisionado de Minas, la mayoría de las cuales fueron impugnadas por el gobierno noruego y varias empresas mineras.  Un tema controversial fue el que convertiría en el asentamiento de Pyramiden en Billefjorden. Las compañías Svenska Stenkolsaktiebolaget Spetsbergen y Severoles reclamaron el área.  Ambas acordaron que Severoles recibiría los derechos sobre Pyramiden. El gobierno de Noruega reclamó, afirmando que ningún país excepto Noruega podía reclamar tierras en Svalbard. Así Russki Grumant se hizo cargo de las reclamaciones.  En 1927 se resolvieron todas las disputas por reclamos rusos. 
Las autoridades soviéticas anunciaron el 22 de junio de 1931 que la empresa Sojusljesprom operaría Grumant. El primer envío de tripulación arribó el 12 de julio. Posteriormente comenzaron los trabajos para construir un pueblo, además de un puerto en Colesbukta, a 5 kilómetros de distancia.  La primera temporada fue considerada como una prueba. El 17 de noviembre de 1931, Anglo Russian Grumant Co. vendió todas sus concesiones mineras a Arktikugol.  La empresa se estableció el 7 de octubre del mismo año en Moscú.[cita requerida]

### Antes de la Segunda Guerra Mundial
Barentsburg fue establecida por la Nederlandsche Spitsbergen Compagnie, empresa neerlandesa que cesó operaciones en 1926.  La compañía anunció en 1931 que la ciudad estaba a la venta y Arktikugol ofertó para comprar toda la empresa. Barentsburg se vendió el 25 de julio de 1932, incluidos los reclamos y la tierra en Bohemanflya.  Al comprar Grumant, la compañía soviética acordó renunciar al derecho de operación de una estación de radio de larga distancia.  Este acuerdo no se aplicó a Barentsburg, lo que permitió a Arktikugol establecer allí una estación telegráfica. Esto generó un conflicto a nivel diplomático, pero se solucionó después de que quedó claro que Grumant Radio solo se transmitiría a través de Barentsburg.  Arktikugol continuó estableciendo infraestructura en Grumant y minó cerca de 10 000 toneladas de carbón en el invierno de entre 1931 y 1932. 
En 1932, la población había llegado a 300 habitantes en Grumant y 500 habitantes en Barentsburg. La compañía había comenzado investigaciones en Colesbukta y esperaba incrementar la producción a 120 000 toneladas en Grumant y a 300 000 toneladas de Barentsburg por año.  El gobernador de Svalbard realizó la primera inspección de las dos ciudades en julio de 1933.  Para el invierno de entre 1933 y 1934, la población de Barentsburg había aumentado a 1 261 personas, incluyendo a unos 100 niños. La población de verano incrementaba, pasando a las 1 500 personas y las minas produjeron 180 000 toneladas en 1934.  El mismo año, Grumant tenía 230 empleados y producía 38 000 toneladas.  Al año siguiente la producción aumentó a 349 000 toneladas para ambos pueblos. 
Arktikugol estaba trabajando en la inpección en Pyramiden.  Las inspecciones se llevaron a cabo en Kapp Heer durante el invierno de 1938 y 1939 y concluyeron que solo había una veta de carbón. Barentsburg tenía una población de 1 515 habitantes en 1939, entre los que había 259 mujeres y 65 infantes.  Grumant tenía una población de 399 habitantes, de los que 56 eran mujeres y 12 infantes.  En 1939 se estaba construyendo un pueblo y una mina en Pyramiden, que comenzó la producción en 1940, con cerca de 80 hombres. 
En principio el estallido de la Segunda Guerra Mundial tuvo poca injerencia en las operaciones.  Las autoridades de Noruega y del Reino Unido acordaron el 12 de agosto que todos los asentamientos de los aliados en Svalbard serían evacuados. Entonces dio comienzo la Operación Gauntlet, y la tropa fue llevada en la embarcación <i id="mwfw">Emperatriz de Canadá</i>, que llegó el 25 de agosto. Se evacuó a toda la población soviética y se la llevó a la desembocadura del río Dvina del Norte. Cuatro días después desocupó los asentamientos noruegos. La infraestructura prioritaria, como los muelles y las centrales eléctricas fueron destruidas y las pilas de carbón incineradas. El objetivo era dificultar las operaciones alemanas y facilitar el retorno de la operación. El 8 de septiembre de 1943, la Wehrmacht alemana llevó a cabo la Operación Zitronella, en la que todos los asentamientos de Isfjorden, incluidos Barentsburg y Grumant, fueron destruidos por el fuego de los acorazados Tirpitz y Scharnhorst. 

### Guerra Fría
Al final de la guerra, el asentamiento en Pyramiden todavía estaba en pie.  Barentsburg y Kapp Heer fueron destruidos y fue necesaria la reconstrucción completa de la ciudad. Grumant estaba en la misma situación. La única estructura que se podía utilizar era una torre de agua. Aunque se llevó a cabo una inspección en 1945,  Arktikugol no comenzó la reconstrucción hasta noviembre de 1946. Estacionó un rompehielos en Pyramiden para mantener un camino libre de hielo entre las dos ciudades. Para el verano de 1947 había 350 personas trabajando en Pyramiden, aunque la minería aún no había comenzado. En noviembre, las poblaciones habían llegado a 500 en Pyramiden y Barentsburg, y 200 en Grumant.  Barentsburg y Grumant se reconstruyeron lo suficiente en 1948 para permitir que comenzara la minería.  La prospección se llevó a cabo en Colesbukta y en 1949 había 2 438 ciudadanos soviéticos en el archipiélago, de los cuales 51 eran niños. Barentsburg tenía 1.180 personas, Grumant 965 y Pyramiden 293. 
Al final de la guerra se estableció un consulado soviético en Pyramiden. Se trasladó a Barentsburg en 1950.  En Colesbukta se construyó un nuevo muelle, que permite barcos de 10 000 toneladas. Mientras tanto, se estaba construyendo una línea de ferrocarril entre Grumant y Colesbukta, para permitir que el carbón de Grumant se enviara desde el mejor puerto de Colesbukta.  El Comisionado de Minas realizaba inspecciones anuales de todas las minas cada verano. Por primera vez, Arktikugol intentó, en violación del Código Minero, obstaculizar tal inspección el 10 de julio de 1952.  Arktikugol también había iniciado simples 140 metros cuadrados en edificio en Kapp Boheman y roto 4 000 toneladas de carbón. Ese año las minas de Barentsburg produjeron 130 000 toneladas y en Grumant se produjeron 122 000 toneladas. 
La producción en Pyramiden comenzó en 1955, con una producción de 38 000 toneladas el primer año.  Dos años más tarde la producción alcanzó las 107 000 toneladas, superando a la de Grumant, con 93 000 toneladas. Junto con las 193 000 toneladas de Barentsburg, la producción anual de Arktikugol alcanzó las 394 000 toneladas. La población de Pyramiden había llegado a 728, mientras que en Grumant era de 965 y de Barentsburg de 1.039.  Arktikugol construyó una nueva central eléctrica en Colesbukta, pero la calidad del carbón extraído en Grumant estaba disminuyendo. Por lo tanto, la empresa decidió terminar sus operaciones allí desde el otoño de 1961 y abandonar los asentamientos en Grumant y Colesbukta. En su último año completo de producción, en 1960, Grumant contribuyó con 125 000 toneladas de carbón al total de 480 000 toneladas de Arktikugol. Grumant produjo 73 000 toneladas en 1961 y contaba con una población de 1 047 en 1959.  El cierre de Grumant resultó de una caída significativa en la población rusa, de 2 667 personas en 1960 a 1700 en 1965.  Sin embargo, Arktikugol retuvo una pequeña fuerza laboral en Grumant hasta 1967. 
La compañía petrolera estadounidense Caltex y más tarde Norsk Polar Navigasjon comenzaron la prospección de petróleo en Svalbard en 1960. Esto captó el interés de las autoridades soviéticas, quienes comenzaron a trabajar en sus propios planes de prospección de petróleo a partir de 1962. Arktikugol en ese momento no estaba ganando dinero con la minería del carbón, y vio las ventajas de establecer una industria alternativa, potencialmente más rentable. Al igual que en la minería del carbón, el Tratado de Svalbard impidió cualquier no discriminación en comparación con las actividades económicas de otros países.  La empresa registró 71 concesiones petroleras en enero de 1963, sobre la base de indicaciones geológicas. En ese momento había dudas sobre si esto era suficiente o si sería necesario proporcionar muestras para aprobar las reclamaciones.  Los reclamos fueron rechazados en mayo, pero se encontraron con protestas ya que la Unión Soviética afirmó que estaban siendo discriminados en comparación con Caltex.  La emisión recibió un cierre temporal el 17 de julio de 1965, cuando Arktikugol aceptó pagar regalías por cualquier producción. 
El aeropuerto de Svalbard, Longyear abrió el 2 de septiembre de 1975. Se llega a un acuerdo para que Arktikugol pueda llevar a sus trabajadores a tierra firme a través del aeropuerto con Aeroflot . La aerolínea también comienza a operar un servicio de transporte en helicóptero entre Longyearbyen y Barentsburg con la construcción del Helipuerto de Barentsburg, Heerodden .  Un helicóptero soviético se estrelló en Hansbreen en agosto de 1977, aunque nadie murió.  Las autoridades noruegas otorgan un permiso de operación al helipuerto en 1978.  Arktikugol comenzó a realizar prospecciones en Colesbukta entre 1981 y 1988, y entre 40 y 50 personas se alojaban en la ciudad abandonada durante los veranos.  La empresa experimenta otro accidente de helicóptero, en Hornsund, en 1982. 
Arktikugol realizó perforaciones petroleras en Vassdalen en van Mijenfjorden de 1985 a 1989.  La empresa inauguró nuevos centros culturales, ambos de 25 metros (27,3 yd) piscinas, en Barentsburg y Pyramiden en 1987.  Se abrió un hotel en Pyramiden en 1989 y la empresa inició iniciativas para atraer turistas a la ciudad. Ese año había 715 residentes en Pyramiden y 918 en Barentsburg. 

### Después de la disolución soviética
Con la disolución de la Unión Soviética en 1991, el viceministro de Relaciones Exteriores, Andrei Fyodorov, declaró que el estado ruso ya no tenía ningún interés en permanecer en Svalbard. Las reformas en la industria del carbón eran una prioridad y el 30 de diciembre de 1992 Boris Yeltsin anunció la privatización de la industria del carbón y que los subsidios cesarían a partir de 1994. Arktikugol, como excepción, se le permitió continuar con subsidios y con propiedad estatal.  Sin embargo, la empresa ya no vendería carbón a Rusia, sino a Europa Occidental. Esto permitiría a la empresa acceder a divisas, aunque la mala calidad del carbón y el alto contenido de azufre dieron precios bajos. La producción en este punto ascendió a cerca de 400 000 toneladas anuales, de las que cerca de una quinta parte se destinaron al consumo local. 
La empresa comenzó a buscar fuentes alternativas de ingresos. Se inspiró en Longyearbyen, que estaba llevando a cabo un proceso de diversificación. Arktikugol anunció varios planes, incluida la apertura al turismo y la conversión de uno de los edificios de apartamentos residenciales en un hotel; establecer un mercado turístico; planos para embotellar agua y planos para la construcción de una estación de pesca. Se envió una solicitud de vuelos turísticos con los helicópteros Mi-8, pero fue rechazada por el Gobernador por razones ambientales y de seguridad. El hotel recibió pocos visitantes. La topografía en Pyramiden comenzó en 1990 y concluyó en 1996. 
Sin ingresos suficientes, la empresa se vio obligada a recortar sus servicios de asistencia social. El mantenimiento se redujo al mínimo y en 1995 se cerraron las escuelas y los jardines de infancia y los niños y la mayoría de las mujeres regresaron al continente. Ambos pueblos quedaron dominados por hombres jóvenes.  El vuelo 2801 de Vnukovo Airlines fletado por Arktikugol se estrelló contra Operafjellet el 29 de agosto de 1996, matando a las 141 personas a bordo. Todos los pasajeros eran empleados de Arktikugol. El 18 de septiembre de 1997, veintitrés mineros murieron en una explosión, el accidente minero más mortífero en suelo noruego.  En el primer accidente, los rusos enviaron su propio equipo y equipo de rescate y propusieron una investigación conjunta noruego-rusa. Esto fue rechazado por el Gobernador.  Tras el accidente de 1997, el gobernador dirigió la investigación sin preguntas de Arktikugol, un cambio significativo en la relación entre los dos países. 
El Gobierno de Rusia aprobó una nueva política confidencial de Svalbard el 31 de diciembre de 1997. Cambió la política hacia una presencia a largo plazo y propuso cerrar la minería del carbón y reemplazarla por otra industria.  En la década de 1990, tanto Barentsburg como Pyramiden se estaban quedando sin reservas de carbón. Los nuevos hallazgos en Colesbukta incitaron a Arktikugol a planificar una expansión allí. Esto, junto con el mejor puerto de Barentsburg y con la administración principal de Arktikugol, hizo que la empresa prefiriera mantenerlo en operaciones. El cierre de Pyramiden se discutió en una reunión en Moscú el 28 de julio de 1997. El plan de cierre fue finalizado y aprobado por el Ministerio de Energía el 23 de marzo de 1998. La última extracción de carbón tuvo lugar el 1 de abril y, a fines del verano, la ciudad se cerró y todas las actividades se trasladaron a Barentsburg. 
La oficina central de Arktikugol se trasladó a Murmansk en 1999, pero luego regresó a Moscú en 2004. Durante este período, la empresa sufrió una serie de reestructuraciones.  A partir de 2000, el gobierno decidió que todas las actividades rusas en Svalbard se financiarían mediante subsidios a Arktikugol.  Arktikugol continuó reduciendo su nivel de bienestar: se redujeron los salarios de los empleados, se retiró la comida gratis y se cerró el granero. Un grupo de trabajadores se declaró en huelga, solo para ser enviados a casa por el primer barco.  En 2004, dos hombres en Barentsburg fueron detenidos por homicidio involuntario. El cuerpo de rescate en Barentsburg tenía la función de policía, pero por primera vez llegó el gobernador y arrestó a un sujeto ruso en Barentsburg. 
La Cámara de Cuentas de Rusia publicó un informe en 2005 que era muy crítico con la gestión de Arktikugol. No se pudieron contabilizar grandes sumas de dinero, no se implementaron las instrucciones y planes gubernamentales y no se gestionó de manera adecuada la presencia rusa, especialmente en lo relacionado con la diversificación. La empresa no tenía auditor, tenía una cuenta no contabilizada en el banco de Longyearbyen y no llevaba libros de sus ingresos turísticos. La infraestructura estaba en ruinas, los subsidios por tonelada de carbón producida aumentaban rápidamente y el 17,5 por ciento de todas las horas-hombre se utilizaban para resolver accidentes.  Se envió una delegación en marzo de 2006, seguida de dos más ese año. En enero de 2006 se inició un incendio en una de las costuras . No se llevó a cabo una extinción adecuada y se estimó que podría arder durante años o incluso décadas, deteniendo la producción. Al mismo tiempo, el problema estaba tensando la relación con Noruega y el gobernador. 
La gerencia de la compañía fue reemplazada a fines de 2006 y se otorgaron subvenciones estatales para equipos contra incendios para apagar la vergüenza política. En seis meses el fuego fue extinguido. La nueva administración también anunció planes para invertir en nueva infraestructura, incluido un centro comercial equivalente al de Longyearbyen.  Un pequeño grupo de empleados se trasladó a Pyramiden en 2007 para mantenerlo y limpiarlo, incluida la construcción de una presa para evitar que un río inunde la ciudad.  El mismo año se inició una renovación total de la central eléctrica.  En 2008 se nombró una nueva dirección. A partir de ese año se realizaron una serie de inversiones en requisitos de seguridad y medio ambiente, en gran parte para cumplir con los estándares noruegos. Sin embargo, el 30 de marzo, un Mi-8 se estrelló en Heerodden y mató a tres.  Dos meses después se desató un incendio que mató a tres mineros. Causado por condiciones técnicas defectuosas, el fuego no se extinguió hasta que se llenó de agua, proceso que tomó un año. 

## Operaciones
A lo largo de su historia, Arktikugol ha extraído más de 22 millones de toneladas de carbón.  En 2006, Arktikugol produjo 120 000 toneladas de carbón al año.  La compañía ha operado con déficit desde la década de 1990. Øyvind Nordsletten, el ex embajador de Noruega en Rusia, han teorizado que el gobierno ruso continúa financiando sus operaciones para mantener un punto de apoyo en el Ártico, no por una necesidad real de los recursos de Svalbard. 

## Accidentes
En 1989, cinco personas murieron en una explosión en la mina de Barentsburg. El 18 de septiembre de 1997, 23 mineros rusos y ucranianos murieron en una explosión en la mina de Barentsburg. Este fue el accidente minero más grave jamás ocurrido en suelo noruego.  En abril de 2008, dos personas murieron en el incendio de la mina de Barentsburg.  
El 17 de octubre de 2006, los inspectores noruegos detectaron un incendio subterráneo que ardía sin llama en Barentsburg, lo que generó temores de que pudiera estallar un incendio abierto, lo que habría obligado a la evacuación de todo Barentsburg por un período de tiempo indefinido, y también causado problemas ambientales desconocidos para el todo el archipiélago. 